# Ski-Jump

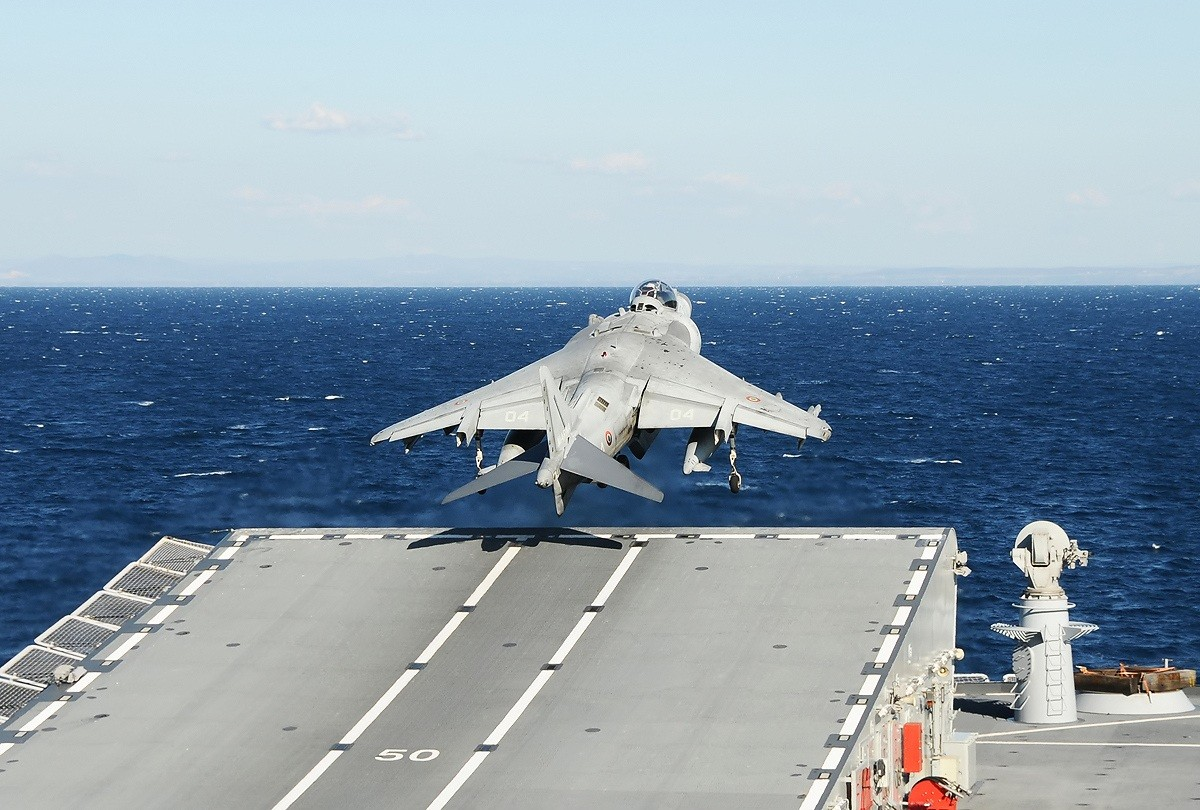
Ski-Jump-Start einer AV-8B Harrier II auf der italienischen Cavour

Ein Ski-Jump (dt. Sprungschanze, gelegentlich auch englisch inclined ramp ‚geneigte Rampe‘) ist eine gebogene Rampe auf dem Flugdeck eines Flugzeugträgers. Die Flugzeuge beschleunigen beim Start dadurch nicht nur vorwärts, sondern werden durch sie auch aufwärts beschleunigt. Hierdurch werden eine kürzere Startbahn und eine niedrigere Startgeschwindigkeit möglich.
Mit Ausnahme der Vereinigten Staaten und Frankreich verwenden alle Staaten entsprechend konstruierte Flugzeugträger. Beim 2018 außer Dienst gestellten brasilianischen Flugzeugträger NAe São Paulo war der Ski-Jump absenkbar.

## Technik

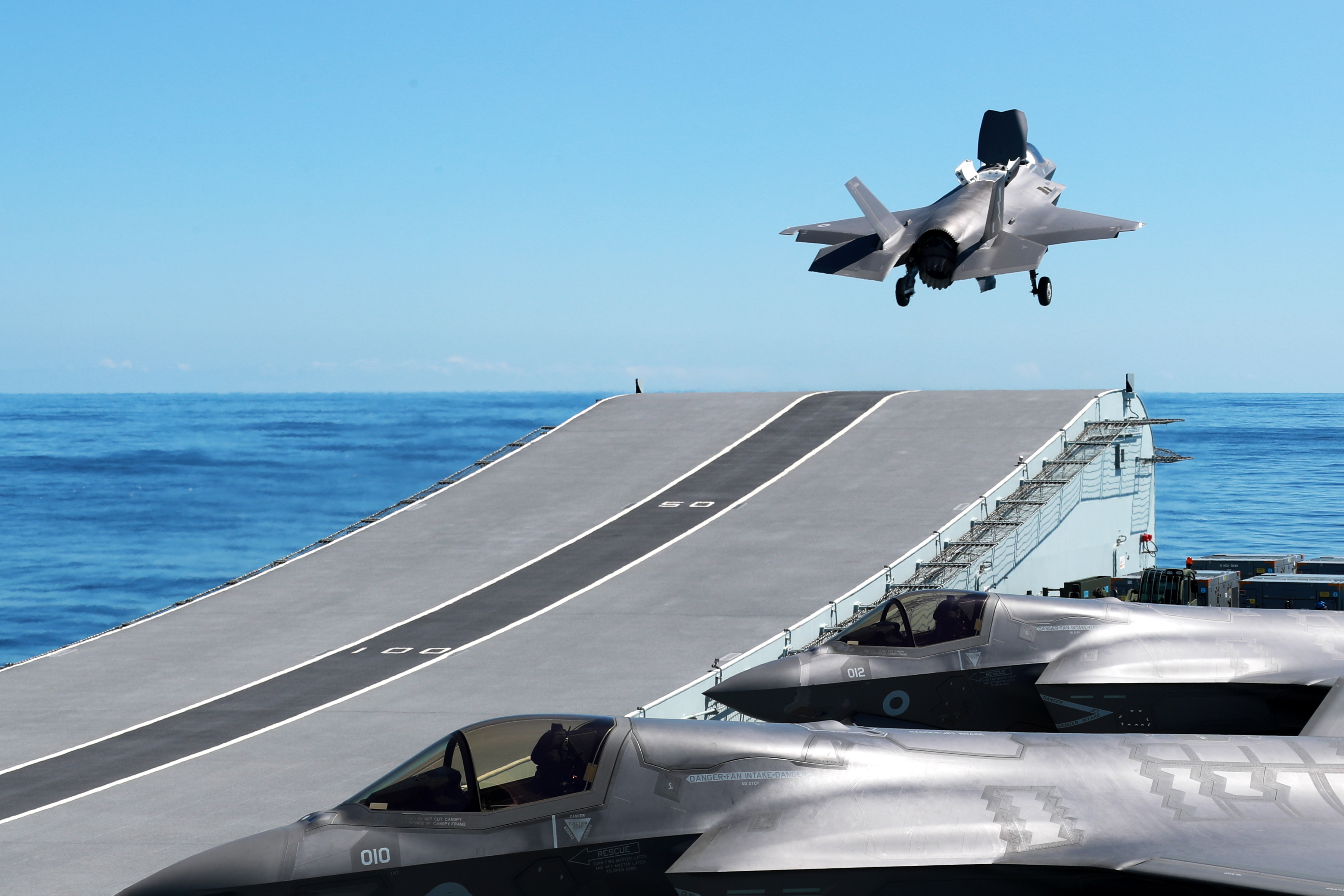
STOVL Ski-Jump der britischen Queen Elizabeth mit einer F-35B

Ski-Jumps können mit und ohne Katapult eingesetzt werden. Die Steigung der Rampe beträgt zwischen 6,5° (Giuseppe Garibaldi) und 14° (z. B. Queen-Elizabeth-Klasse). Auf der russischen Admiral Kusnezow beträgt die nötige Startgeschwindigkeit einer MiG-29 etwa 140 km/h.
Die F-35B wird von Großbritannien mit Ski-Jump eingesetzt, obwohl sie in dieser Konfiguration auch senkrecht starten kann. Dies liegt daran, dass dadurch ein höheres Startgewicht gewährleistet wird, also mehr Treibstoff oder Zuladung möglich werden.

## Galerie

Verschiedene Ski-Jumps – geneigte Rampen – zur See und auf dem Land
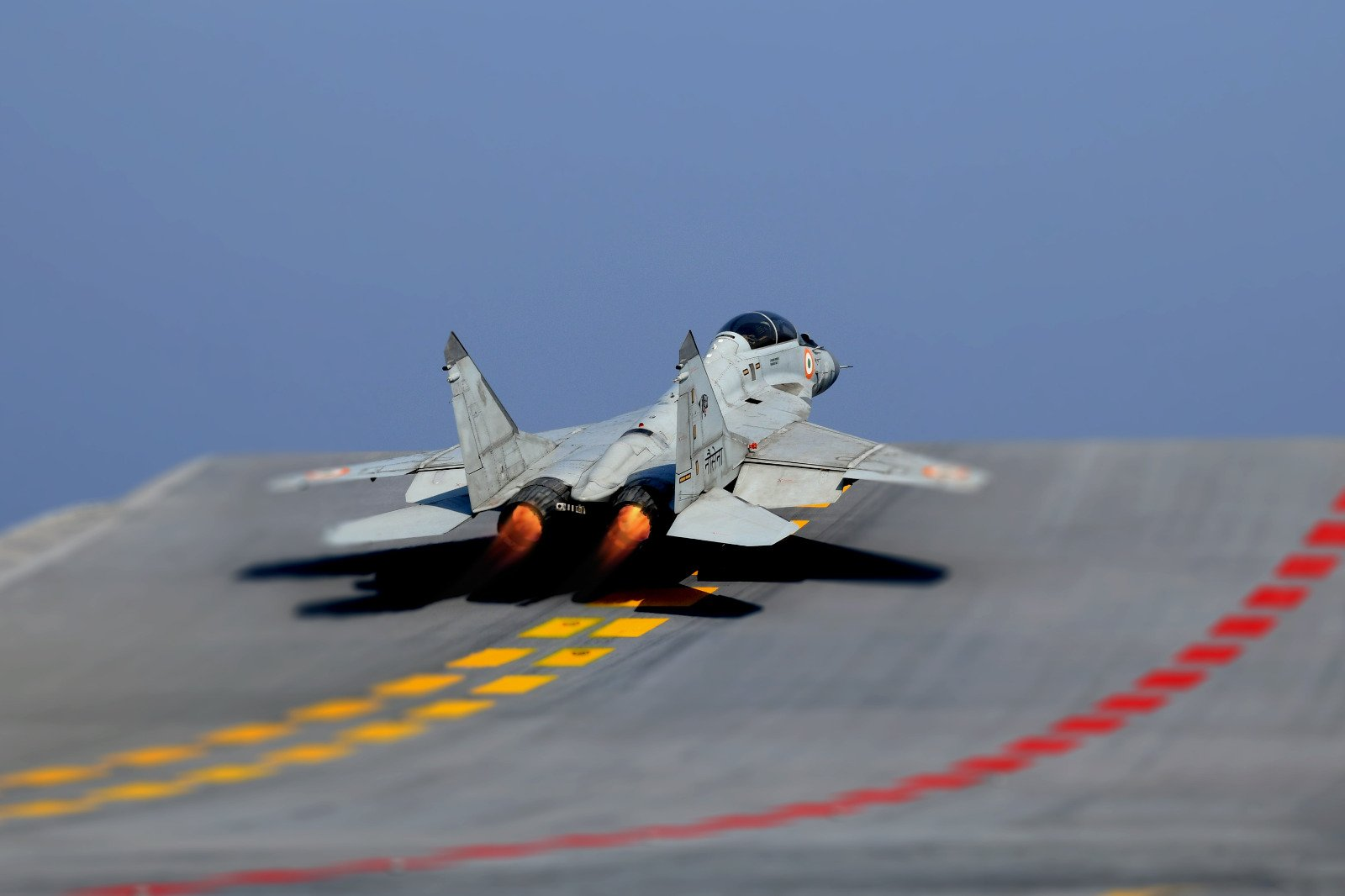
STOBAR Ski-Jump der indischen Vikrant mit einer MiG-29K
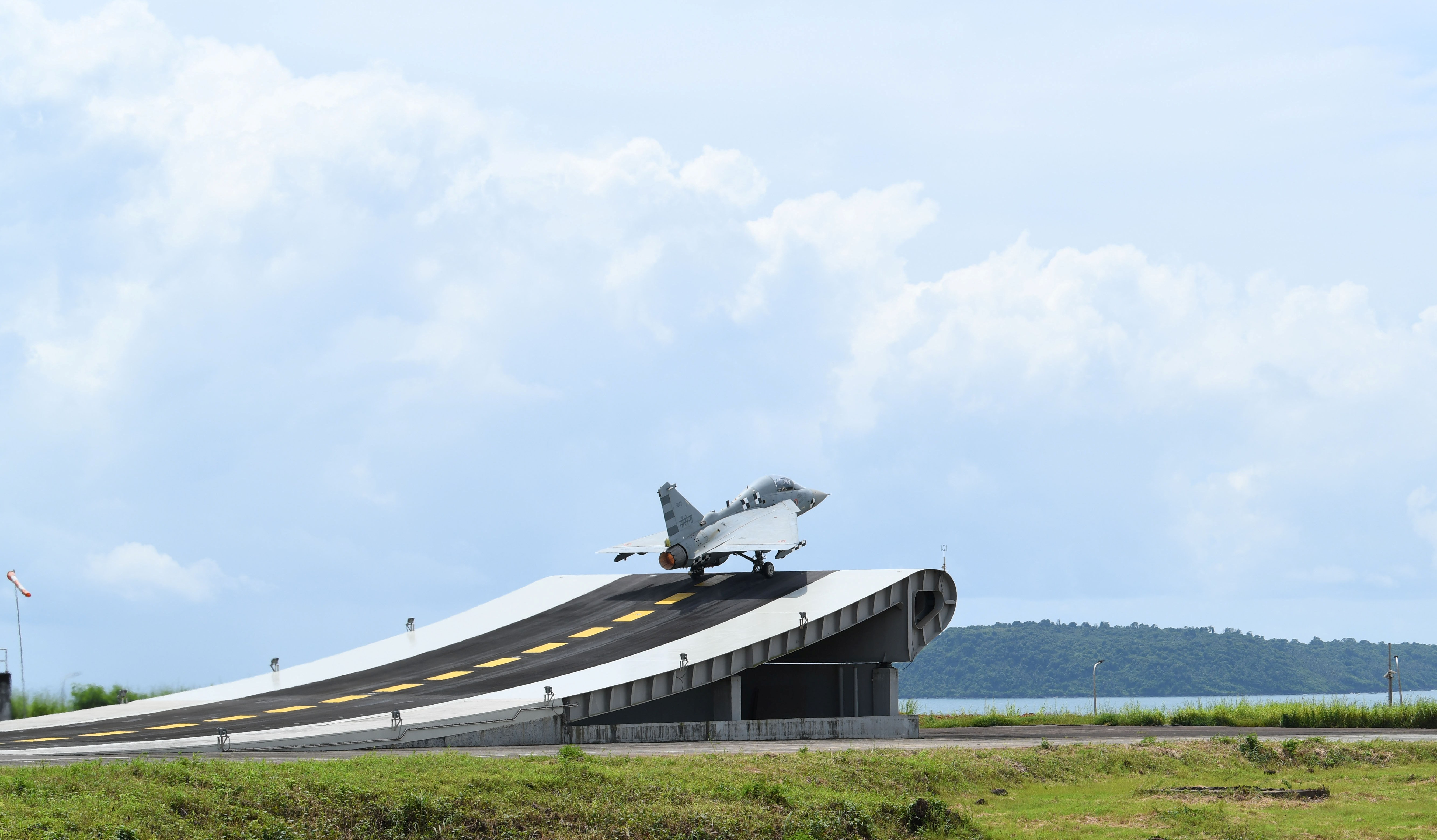
Start einer HAL Tejas Träger-Prototyp auf einer Ski-Jump am Land
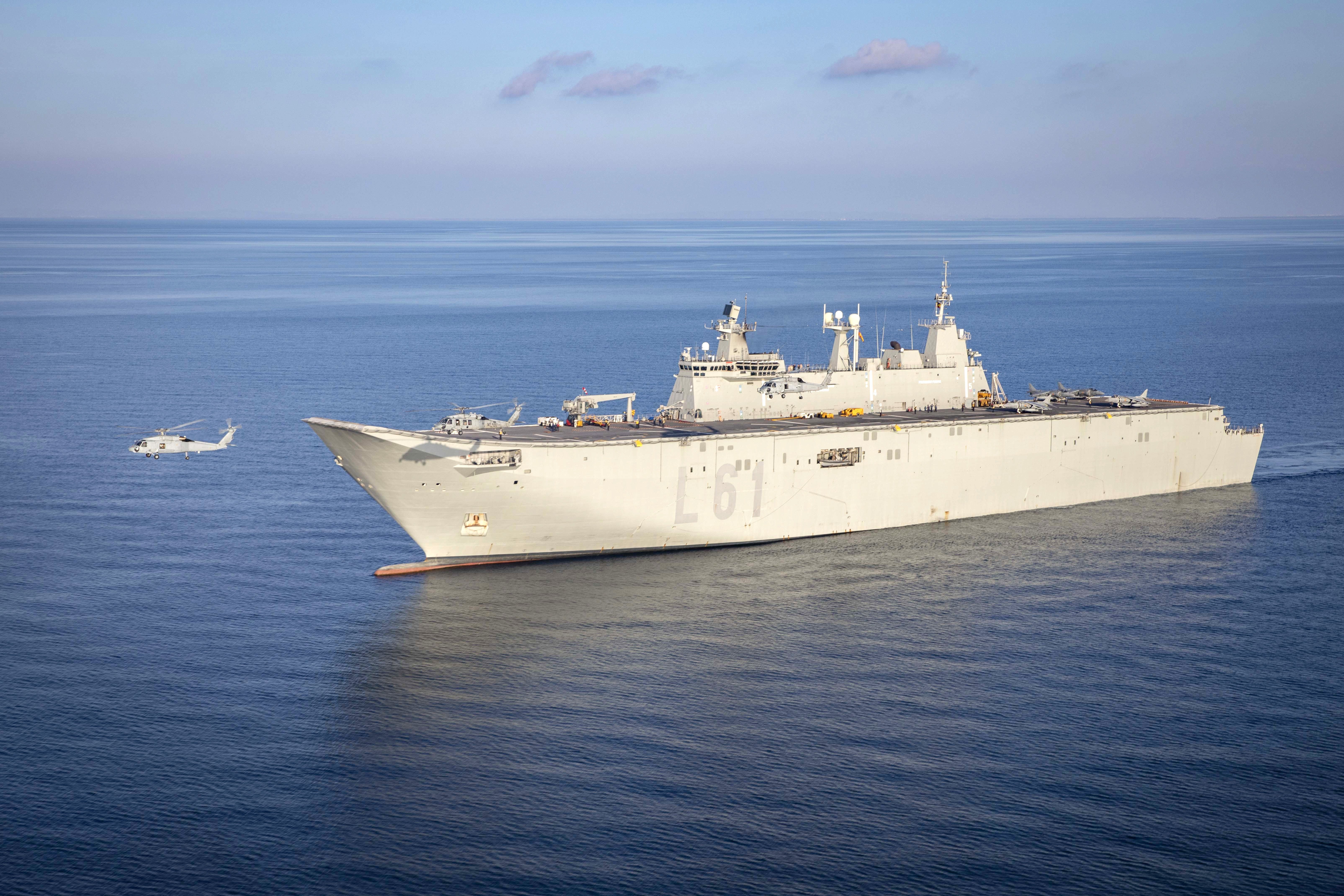
Spanischer Flugzeugträger Juan Carlos I mit Ski Jump
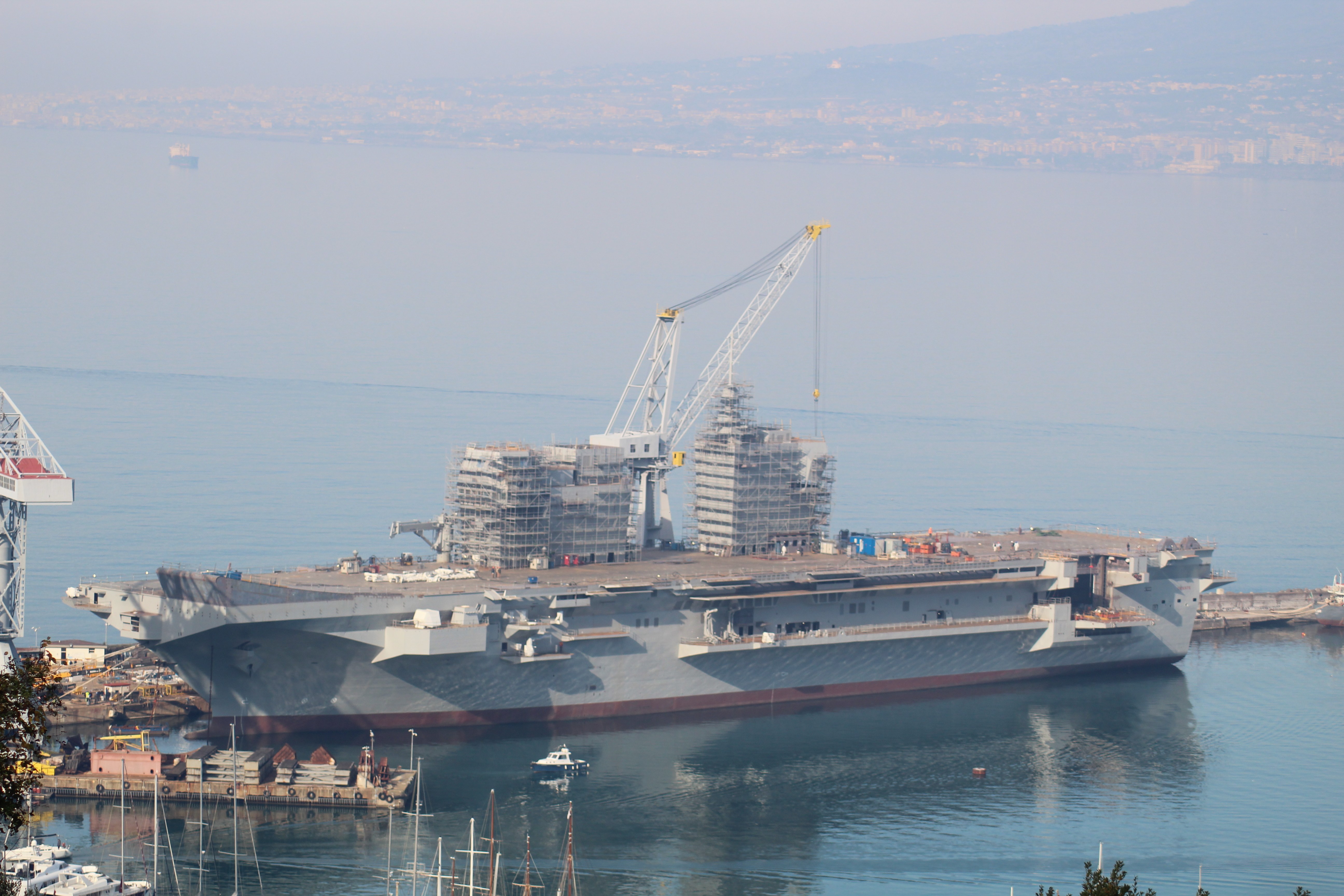
Italienischer Flugzeugträger Trieste mit Ski Jump